# Max Rosenfelder
Max Rosenfelder (Friburgo in Brisgovia, 10 febbraio 2003) è un calciatore tedesco, difensore del Friburgo.

## Carriera

### Club
Rosenfelder è cresciuto nel settore giovanile del Friburgo ed è stato promosso in prima squadra ad inizio 2024. Ha debuttato il 17 agosto nell'incontro di ÖFB-Cup vinto 5-0 contro l'Osnabrück.

### Nazionale
Ha giocato con le nazionali giovanili tedesche Under-16, Under-17, Under-18 e Under-21.

## Statistiche

### Presenze e reti nei club
Statistiche aggiornate al 6 ottobre 2024
| Stagione        | Squadra         | Campionato      | Campionato | Campionato | Coppe nazionali | Coppe nazionali | Coppe nazionali | Coppe continentali | Coppe continentali | Coppe continentali | Altre coppe | Altre coppe | Altre coppe | Totale | Totale | Totale |
| Stagione        | Squadra         | Comp            | Pres       | Reti       | Comp            | Pres            | Reti            | Comp               | Pres               | Reti               | Comp        | Pres        | Reti        | Pres   | Reti   |        |
| --------------- | --------------- | --------------- | ---------- | ---------- | --------------- | --------------- | --------------- | ------------------ | ------------------ | ------------------ | ----------- | ----------- | ----------- | ------ | ------ | ------ |
| 2021-2022       | Friburgo II     | 3L              | 19         | 1          | -               | -               | -               | -                  | -                  | -                  | -           | -           | -           | 19     | 1      |        |
| 2022-2023       | Friburgo II     | 3L              | 21         | 2          | -               | -               | -               | -                  | -                  | -                  | -           | -           | -           | 21     | 2      |        |
| 2023-2024       | Friburgo II     | 3L              | 3          | 0          | -               | -               | -               | -                  | -                  | -                  | -           | -           | -           | 3      | 0      |        |
| 2024-2025       | Friburgo        | BL              | 4          | 0          | CG              | 1               | 0               |                    | -                  | -                  | -           | -           | -           | 5      | 0      |        |
| Totale carriera | Totale carriera | Totale carriera | 47         | 3          |                 | 1               | 0               |                    | -                  | -                  |             | -           | -           | 48     | 3      |        |